# Rhomboptila
Rhomboptila is een geslacht van vlinders van de familie spanners (Geometridae), uit de onderfamilie Ennominae.

## Soorten
- R. brantsiata Snellen, 1874
- R. caesia Dognin, 1914
- R. cajanuma Dognin, 1892
- R. calamensis Prout, 1931
- R. conscripta Warren, 1900
- R. intermedia Schaus, 1901
- R. siccifolia Warren, 1894
- R. simplicimargo Dognin, 1910
- R. tipaldii Thierry-Mieg, 1893